# Eoarthropleura
Eoarthropleura (лат., от др.-греч. εως (eos) — рассвет, ἀρθρο —  членистый и πλευρά — бок) — род вымерших двупарноногих многоножек из отряда Arthropleurida, существовавший с верхнего силурийского по девонский периоды. В длину достигали 100 мм. Остатки найдены в Европе и Северной Америке. Eoarthropleura — одно из древнейших животных, обитавших на суше.

## Систематика
Stormer выделил данный род в семейство Eoarthropleuridae отряда Eoarthropleurida, однако в 1986 году Eoarthropleura отнесли к семейству Tiphoscorpionidae, которое в дальнейшем было признано синонимом к Arthropleuridae.

### Виды
- Eoarthropleura devonica — типовой вид, описан в 1976 году из местонахождения Nellen Koepfchen Beds в Германии. Существовал в эммском ярусе[англ.] нижнего девона[5].
- Eoarthropleura hueberi [syn. Tiphoscorpio  hueberi[3]] — происходит из формации Онтеора[англ.] нижнего франского яруса (верхний девон) штата Нью-Йорк (США). Известен по десяти сегментам тела, крупнейший из которых имеет ширину не более 5 мм. Изначально был помещён в род Tiphoscorpio, позже синонимизированный с Eoarthropleura[2].
- Eoarthropleura ludfordensis — древнейший вид, найден в Шропшире, Великобритания, в отложениях пржидольской эпохи[англ.] верхнего силура. От других видов отличается текстурой покровов.

По заявлению авторов исследования 1995 года, все известные ископаемые остатки E. hueberi и E. ludfordensis могут принадлежать типовому виду.

## В массовой культуре
Во втором сезоне сериала «Портал юрского периода» Eoarthropleura показаны как часть наземной силурийской экосистемы, в которой также присутствуют фантастические гигантские арахниды.